# Исаев, Сироджидин
Сироджидин Исаев — советский хозяйственный, государственный и политический деятель, Герой Социалистического Труда.

## Биография
Родился в 1911 году в кишлаке Патар (ныне — в Канибадамском районе Согдийской области). Член КПСС.
С 1924 года — на хозяйственной, общественной и политической работе. В 1924—1978 гг. — колхозник, счетовод колхоза «Янги-Патар» в Канибадамском районе, колхоза «Яш-Ленинчи», заместитель директора по расчетам с колхозами Колхозабадской МТС, заведующий финансовым отделом, председатель исполкома Колхозабадского райсовета депутатов трудящихся, первый секретарь Кагановичабадского райкома КП Таджикистана, секретарь парткомитета Колхозабадского производственного управления, первый секретарь Колхозабадского райкома КП Таджикистана.
Указом Президиума Верховного Совета СССР от 17 января 1957 года присвоено звание Героя Социалистического Труда с вручением ордена Ленина и золотой медали «Серп и Молот».
Избирался депутатом Верховного Совета Таджикской ССР.
Умер в Колхозабаде в 1985 году.